# Real Fábrica de Mayólicas de Caserta
La Real Fábrica de Mayólicas de Caserta (en italiano: Real Fabbrica di Maioliche di Caserta) fue un taller de artesanía de mayólica fundado en Caserta en 1753 por el rey Carlos VII. Cerró a los tres años, en 1756.

## Historia
En 1753 el rey de Nápoles, Carlos VII (futuro Carlos III de España) fundó la Real Fábrica de Mayólicas. Durante sus tres años de producción se realizaron preferentemente piezas de mesa, cafeteras, floreros, bacías y otros objetos, generalmente con decoración de flores y frutos, en un estilo levemente rococó. Su marca era la flor de lis de los Borbones.
También se elaboraron placas pintadas all'uso di Abruzzi (es decir, similares a la loza de Castelli, localidad de la región de los Abruzos, caracterizada por platos grandes de estilo istoriato, que mostraba escenas históricas, religiosas, mitológicas o de género en decoración polícroma), realizadas por el pintor paisajista Severio Grue.
Existen pocas piezas identificadas de este taller. Algunas de ellas se encuentran en el Museo del Sannio de Benevento y en el Museo Duca di Martina de Villa Floridiana en Nápoles.
La fábrica cerró en 1756 y muchos de sus artesanos trabajaron posteriormente en locerías de Nápoles.
El rey Carlos VII fundó también en Nápoles el Real Laboratorio de Piedras Duras de Nápoles (1737), la Real Fábrica de Tapices de Nápoles (1753) y la Real Fábrica de Porcelanas de Capodimonte (1743). Posteriormente, como Carlos III de España, fundó el Real Laboratorio de Mosaicos y Piedras Duras del Buen Retiro (1759), la Real Fábrica de Porcelana del Buen Retiro (1759), la Real Fábrica de Platería Martínez (1778) y la Real Fábrica de Relojes (1788).